# Calalzo di Cadore
Calalzo di Cadore (Cialòuž o Cialàuž in ladino) è un comune italiano di 1 821 abitanti della provincia di Belluno in Veneto.

## Geografia fisica
Il territorio calaltino è completamente montuoso, collocandosi nel cuore delle Dolomiti Cadorine.
Il capoluogo sorge sulle rive occidentali del lago artificiale di Centro Cadore, alla destra del Molinà, suo tributario. La gran parte del territorio si estende però sulla retrostante val d'Oten, pressoché disabitata che, segnata dal corso del torrente, termina ai piedi del monte Antelao. Quest'ultimo, con i suoi 3264 m s.l.m. rappresenta una delle principali cime dolomitiche, seconda solo alla Marmolada. Altri massicci degni di nota sono le Marmarole (culminanti nel Cimon del Froppa, 2 932 m) e la più modesta croda Mandrin (2 278 m).

## Origini del nome
Il toponimo deriverebbe dal latino callis altus "luogo alto". Il coronimo "di Cadore" è stato aggiunto con D.P.R. 30 giugno 1959 n. 627.

## Storia
Calalzo, Calaucio in un'antica pergamena, fece parte del Centenaro di Pieve di Cadore, sede della Magnifica Comunità di Cadore. La sua storia e la sua economia sono strettamente legate alle vicissitudini di questo territorio.
Negli atti amministrativi dell'archivio comunale appaiono anche documenti che testimoniano contratti d'uso (attività d'uso in affitto a mezzo di "consorzie") di terreni di proprietà di altri comuni anche lontani dai territori limitrofi. Per esempio, l'acquisto dei boschi e dei pascoli di Ajarnola e Selvapiana nel comune di Comelico Superiore. Nel 1420, insieme al resto del Cadore, venne conquistato da Venezia. Durante l'età moderna il commercio del legname, tramite la fluitazione, fu l'industria principale di Calalzo, come di altri paesi cadorini. Con la caduta della Repubblica di Venezia nel 1797 passò in un breve arco di tempo sotto il dominio della Francia prima, dell'Austria poi, e infine (1866) del Regno d'Italia. Nell'Ottocento il Cadore visse il fenomeno dell'emigrazione.
Vi fu un fatto, però, che rivoluzionò nel tempo l'economia di questa terra, quando ebbe inizio a Calalzo nel 1877 l'industria dell'occhiale per opera dei fratelli Angelo e Leone Frescura e Giovanni Lozza, nativi della borgata di Rizzios. Nel 1898 a Calalzo di Cadore nacque lo scrittore Pacifico Fiori.
Nella bella biblioteca comunale "Enrico De Lotto" dotata di ben 20.000 volumi, sono conservate, con altri pregevoli documenti, pergamene contenenti arbitrati, acquisti, transazioni, laudi che risalgono al XIV secolo. Vi hanno trovato ospitalità due preziose donazioni: l'intera biblioteca appartenuta ad Enrico Pappacena, docente di storia delle religioni all'Università di Bari, e numerose opere, manoscritti e documenti di calaltini illustri.

### Simboli
Lo stemma e il gonfalone sono stati concessi con DPR del 21 giugno 1994.
Il gonfalone è un drappo di rosso.

## Monumenti e luoghi d'interesse

### Architetture religiose
- La chiesa parrocchiale di San Biagio: l'altare maggiore è opera della Ditta Zanette di Vittorio Veneto. Fu inaugurato il 19 dicembre 1920 e consacrato nello stesso giorno dal vescovo Giosuè Cattarossi. Nel 1973 è stato adattato dalla Ditta Faena di Belluno alle nuove norme stabilite dal Concilio Vaticano II e consacrato dal vescovo Gioacchino Muccin il 18 febbraio 1973. Le statue in legno di San Biagio e San Floriano sono state eseguite dallo scultore Giuseppe Obletter e benedette l'11 agosto 1929 dal parroco Giovanni Masi. L'organo è Aletti (1891).
- La chiesetta di San Giovanni Battista, situata sul punto più alto del paese.
- La chiesetta della Madonna di Caravaggio (fino al 2012 meta di pellegrinaggio mariano) raggiungibile percorrendo a piedi o in automobile la strada per Praciadelan.

### Architetture civili
- Il Rifugio Dino e Giovanni Chiggiato, raggiungibile con due ore di cammino, offre un panorama che spazia su 360 gradi dal monte Antelao alle Marmarole e agli Spalti di Toro.

### Altro
La pista ciclabile è stata realizzata sulla vecchia linea ferroviaria Calalzo-Cortina (costruita nel 1915 per facilitare gli spostamenti durante la prima guerra mondiale, divenuta turistica nel 1930 e soppressa nel 1964) e si estende da Calalzo a Dobbiaco.
Nel corso del 2004 è stata asfaltata e migliorata, ed è stata aggiunta l'illuminazione delle gallerie.
È in funzione un ostello per ciclisti.

## Società

### Evoluzione demografica
Abitanti censiti

## Geografia antropica

### Borgate

#### Rizzios (Režuos)
Si può raggiungere a piedi la vicina frazione di Rizzios percorrendo la vecchia strada romana chiamata "Giro delle Coste" e al termine arrivare nella borgata di Grea (frazione del comune di Domegge), dove si può ammirare Calalzo dall'alto e il panorama.
Nel "percorso vita" si trovano attrezzi ginnici per l'attività fisica e per mantenersi in buona salute.

### Altre località del territorio
- Lagole, dove si possono ammirare le sorgenti e i laghetti di acqua curativa in cui è possibile fare il bagno.
- Molinà, così chiamata perché agli inizi dell'Ottocento veniva sfruttata attraverso dei "mulini" la corrente del fiume. Qui si trovano le fabbriche della Safilo (ora in disuso) e la Chiesa della Beata Vergine della Molinà.

## Infrastrutture e trasporti
La stazione di Calalzo-Pieve di Cadore-Cortina, servita da treni regionali svolti da Trenitalia nell'ambito del contratto di servizio stipulato con la Regione Veneto, è il capolinea settentrionale della ferrovia Calalzo-Padova. Collegamenti con il resto del Cadore sono effettuati con autocorse Dolomitibus in partenza dal piazzale di fronte alla stazione.
La fermata di Sant'Alipio e le stazioni di Calalzo Paese-Marmarole e Calalzo FS sorgevano lungo la ferrovia delle Dolomiti, attiva in questa tratta fra il 1921 e il 1964; queste ultime svolsero, nel tempo, funzione di capolinea meridionale della stessa. La ex-ferrovia a scartamento ridotto è stata poi riconvertita a pista ciclabile.

## Amministrazione

### Sindaci
| Periodo        | Periodo        | Primo cittadino         | Partito                                                 | Carica  | Note |
| -------------- | -------------- | ----------------------- | ------------------------------------------------------- | ------- | ---- |
| 23 aprile 1995 | 13 giugno 1999 | Pier Mario Fop          | lista civica                                            | Sindaco |      |
| 13 giugno 1999 | 13 giugno 2004 | Ernesto Nucci Passuello | lista civica                                            | Sindaco |      |
| 13 giugno 2004 | 8 giugno 2009  | Pier Mario Fop          | lista civica                                            | Sindaco |      |
| 8 giugno 2009  | 26 maggio 2014 | Luca De Carlo           | lista civica di destra                                  | Sindaco |      |
| 26 maggio 2014 | 27 maggio 2019 | Luca De Carlo           | lista civica di destra Io amo Calalzo Fratelli d'Italia | Sindaco |      |
| 27 maggio 2019 | 10 giugno 2024 | Luca De Carlo           | lista civica di destra Io amo Calalzo Fratelli d'Italia | Sindaco |      |
| 10 giugno 2024 | in carica      | Luca Fanton             | lista civica Calalzo 24-29                              | Sindaco |      |

### Altre informazioni amministrative
La denominazione del comune fino al 1959 era Calalzo.

## Galleria d'immagini

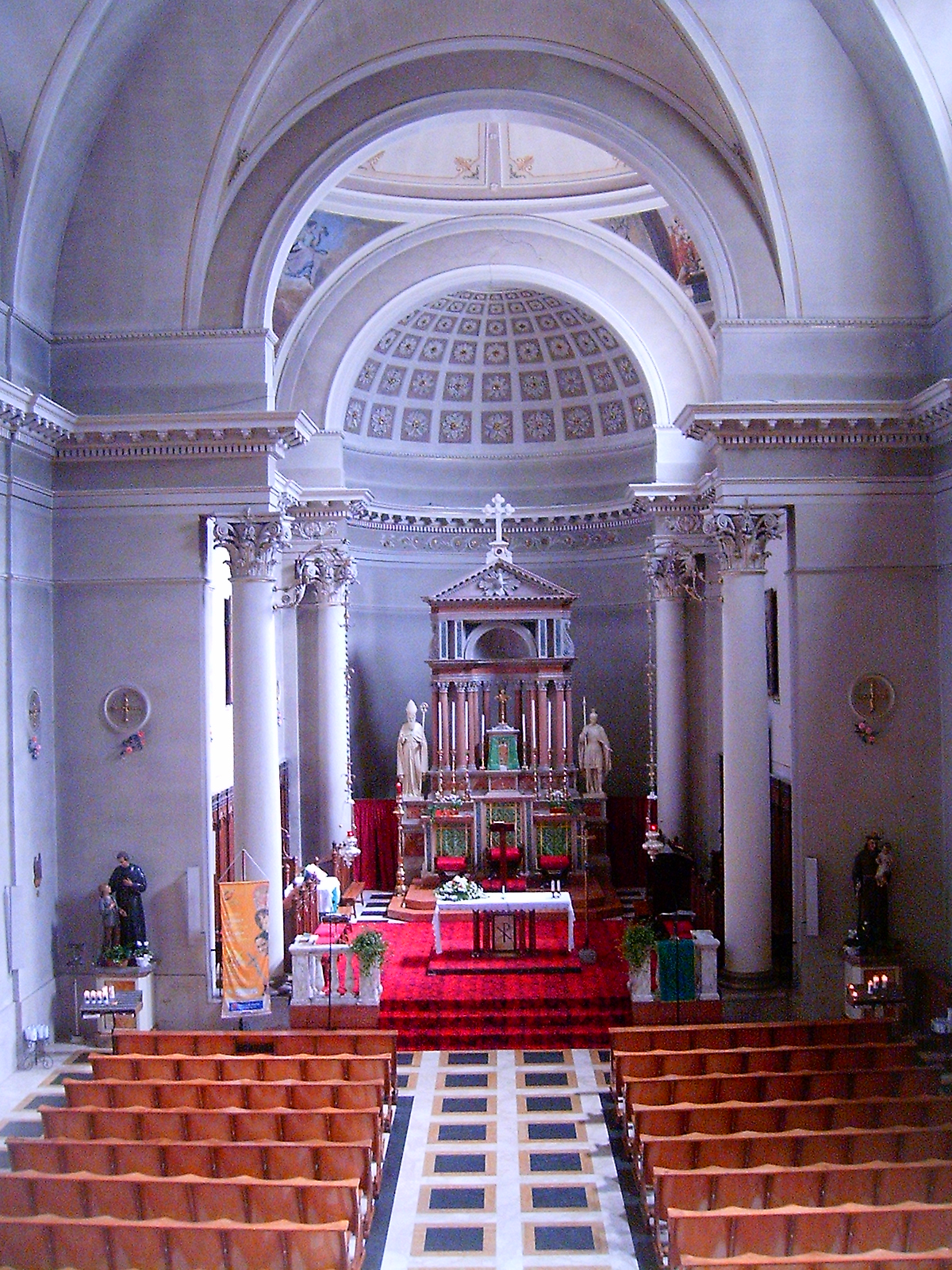
Interno della chiesa di S. Biagio.
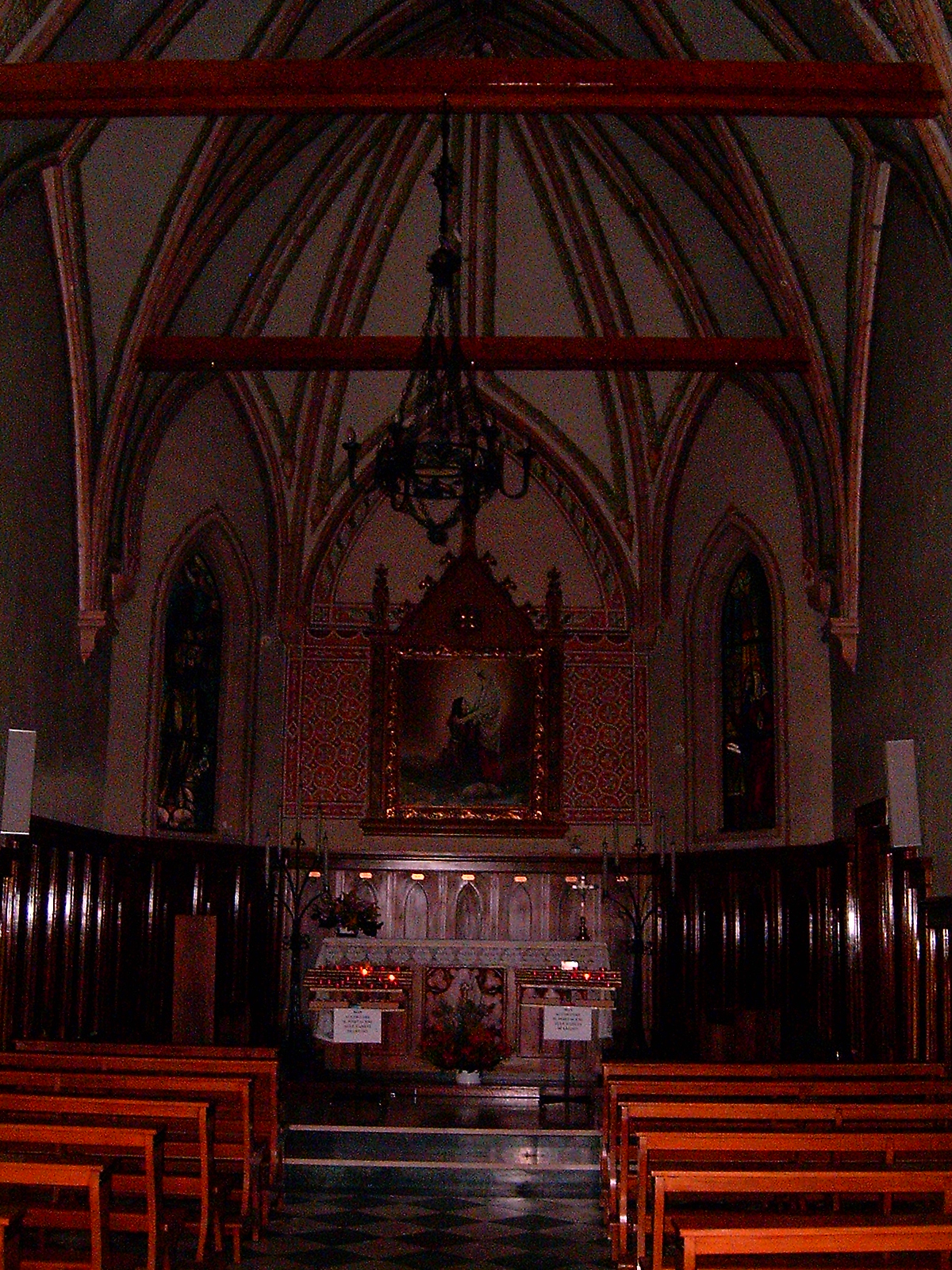
Interno della chiesetta della Madonna di Caravaggio.
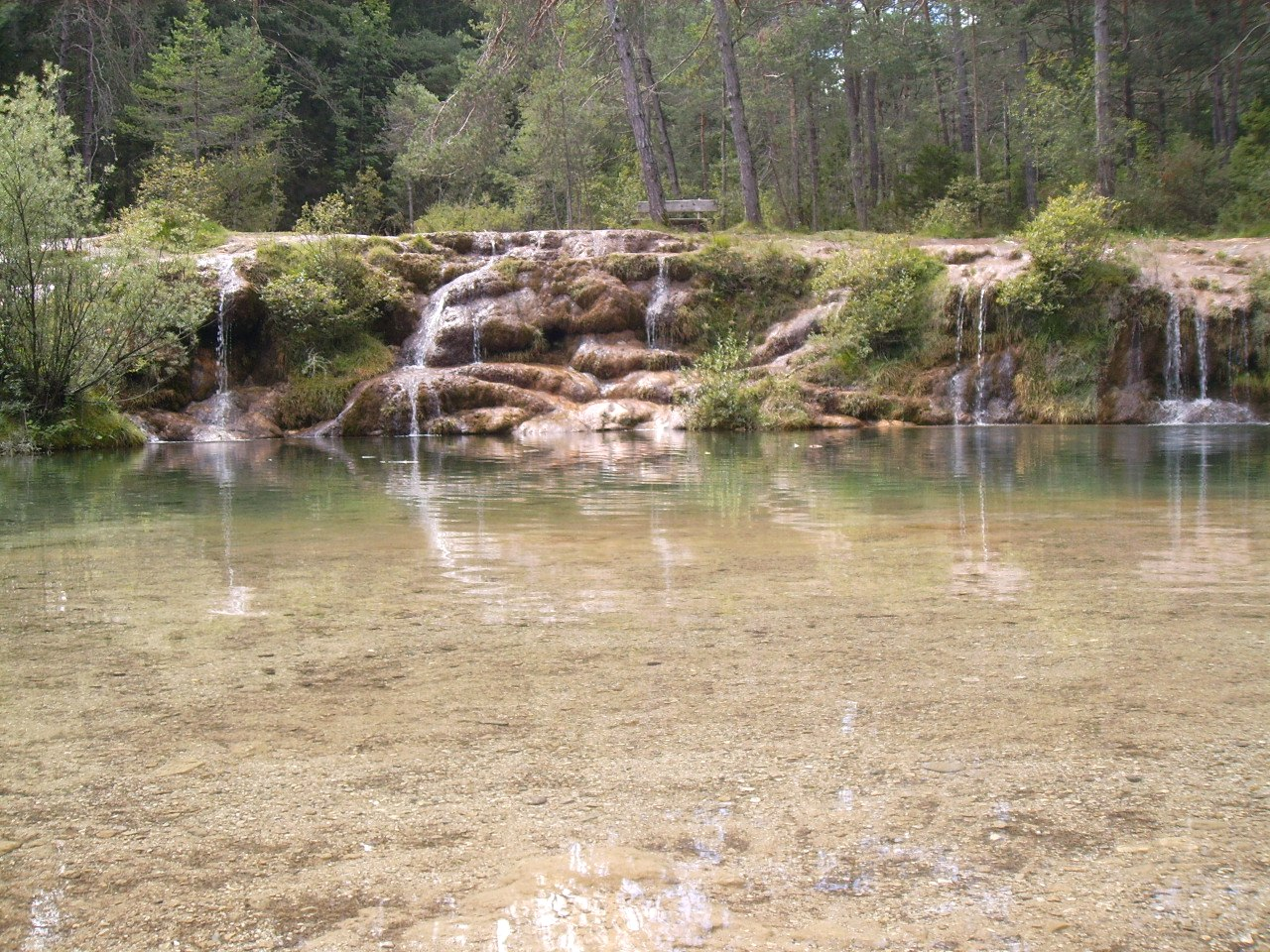
Il laghetto di Lagole.
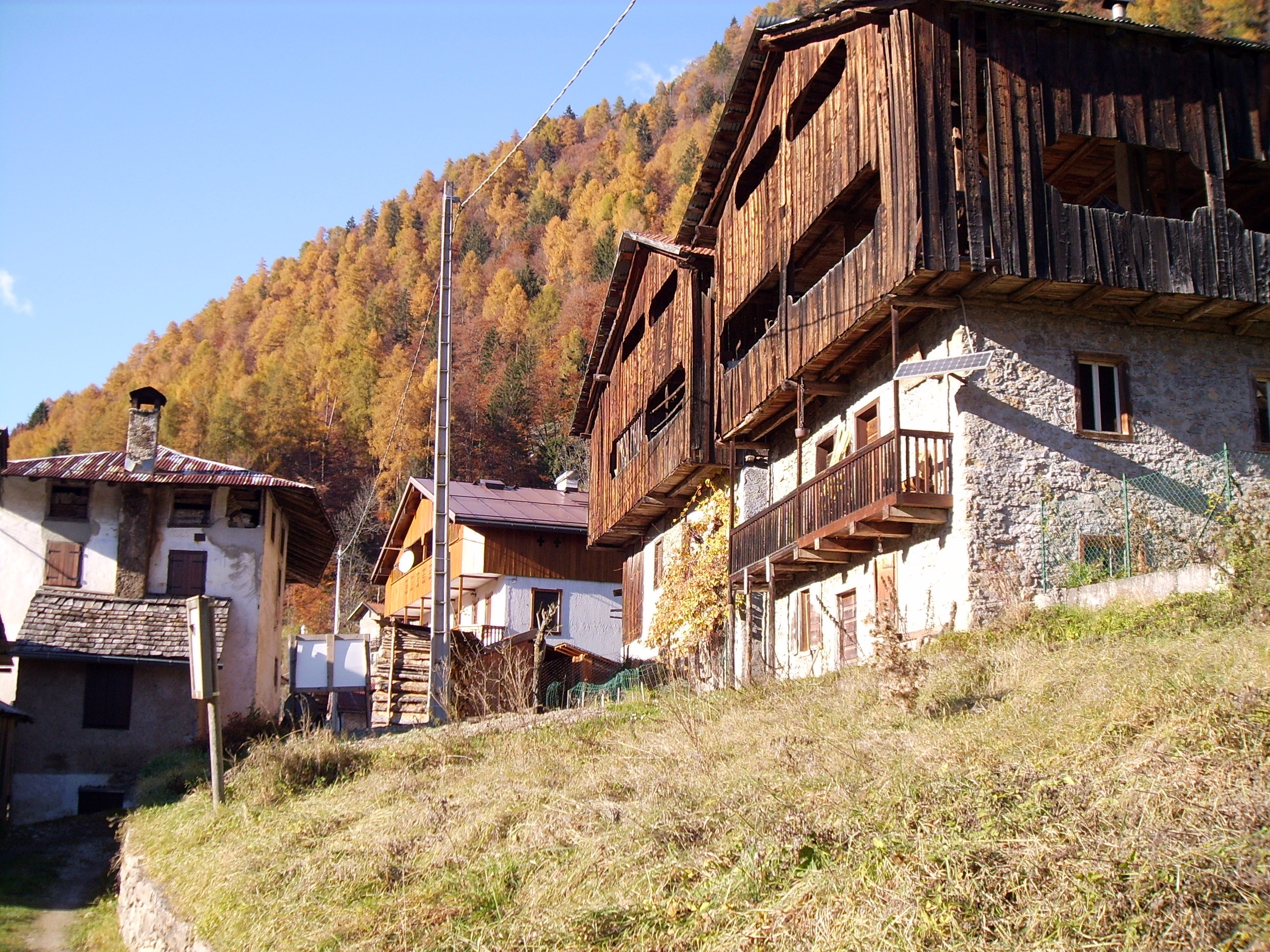
Case rustiche a Rizzios (Režuos).